# Locmaria-Berrien
Locmaria-Berrien är en kommun i departementet Finistère i regionen Bretagne i västra Frankrike. Kommunen ligger i kantonen Huelgoat som tillhör arrondissementet Châteaulin. År 2018 hade Locmaria-Berrien 230 invånare.

## Befolkningsutveckling
Antalet invånare i kommunen Locmaria-Berrien
Referens:INSEE